# Premis Oscar de 1974
Els Premis Oscar de 1974 (en anglès: 47th Academy Awards) foren presentats el 8 d'abril de 1975 en una cerimònia realitzada al Dorothy Chandler Pavilion de Los Angeles.
En aquesta edició actuaren de presentadors Sammy Davis, Jr., Bob Hope, Shirley MacLaine i Frank Sinatra.

## Curiositats
Les pel·lícules més nominades de la nit foren Chinatown de Roman Polanski i El Padrí II de Francis Ford Coppola amb deu nominacions. Aquesta última fou la gran vencedora de la nit a l'endur-se sis premis, entre ells millor pel·lícula, director, actor secundari o guió adaptat. Chinatown únicament aconseguí el de millor guió original. Aquesta fou la primera vegada que una seqüela guanyava el premi de millor pel·lícula, i curiosament doblà el nombre d'estatuetes que la primera, El Padrí.
Coppola es convertí en el tercer membre de la indústria cinematogràfica en aconseguir guanyar tres Oscars en la mateixa nit després del director i guionista Billy Wilder i el músic Marvin Hamlisch. Així mateix cal destacar la victòria del pare de Coppola, Carmine Coppola, que guanyà l'Oscar a la millor música original (juntament amb Nino Rota).
Ingrid Bergman aconseguí guanyar el premi a millor actriu secundària pel seu treball a Assassinat a l'Orient Express de Sidney Lumet derrotant la favorita Valentina Cortese per La nit americana de François Truffaut. Amb aquesta victòria es convertí en la segona actriu més guardonada de la història dels premis amb tres victòries.

## Premis
| Millor pel·lícula | Millor direcció |
| --- | --- |
| - El Padrí II (Francis Ford Coppola, Gray Frederickson i Fred Roos per American Zoetrope i Paramount Pictures) - Chinatown (Robert Evans per Paramount Pictures) - La conversa (Francis Ford Coppola per American Zoetrope i Paramount Pictures) - Lenny (Marvin Worth per United Artists) - El colós en flames (Irwin Allen per 20th Century Fox) | - Francis Ford Coppola per El Padrí II - John Cassavetes per Una dona ofuscada - Bob Fosse per Lenny - Roman Polanski per Chinatown - François Truffaut per La nit americana |
| Millor actor | Millor actriu |
| - Art Carney per Harry and Tonto com a Harry Coombes - Albert Finney per Assassinat a l'Orient Express com a Hercule Poirot - Dustin Hoffman per a Lenny com a Lenny Bruce - Jack Nicholson per a Chinatown com a J.J. "Jake" Gittes - Al Pacino per El Padrí II com a Michael Corleone | - Ellen Burstyn per Alícia ja no viu aquí com a Alice Hyatt - Diahann Carroll per Claudine com a Claudine Price - Faye Dunaway per Chinatown com a Evelyn Cross Mulwray - Valerie Perrine per Lenny com a Honey Bruce - Gena Rowlands per Una dona ofuscada com a Mabel Longhetti |
| Millor actor secundari | Millor actriu secundària |
| - Robert De Niro per El Padrí II com a jove Vito Corleone - Fred Astaire per El colós en flames com a Claiborne - Jeff Bridges per Un botí de 500.000 dòlars com a Lightfoot - Michael V. Gazzo per El Padrí II com a Frank Pentangeli - Lee Strasberg per El Padrí II com a Hyman Roth | - Ingrid Bergman per Assassinat a l'Orient Express com a Greta Ohlsson - Valentina Cortese per La nit americana com a Severine - Madeline Kahn per Selles de muntar calentes com a Lili von Shtupp - Diane Ladd per Alícia ja no viu aquí com a Florence Jean Castleberry - Talia Shire per El Padrí II com a Constanzia Corleone                                                                       |
| Millor guió original | Millor guió adaptat |
| - Robert Towne per Chinatown - Robert Getchell per Alícia ja no viu aquí - Francis Ford Coppola per La conversa - François Truffaut, Suzanne Schiffman i Jean-Louis Richard per La nit americana - Paul Mazursky i Josh Greenfeld per Harry and Tonto | - Francis Ford Coppola i Mario Puzo per El Padrí II (sobre hist. Mario Puzzo) - Mordecai Richler i Lionel Chetwynd per The Apprenticeship of Duddy Kravitz (sobre hist. M. Richler) - Paul Dehn per Assassinat a l'Orient Express (sobre hist. d'Agatha Christie) - Gene Wilder i Mel Brooks per El jove Frankenstein (sobre hist. de Mary Shelley) - Julian Barry per Lenny (sobre obra teatre pròpia) |
| Millor pel·lícula de parla no anglesa | |
| - Amarcord de Federico Fellini (Itàlia) - La tregua de Sergio Renán (Argentina) - Lacombe Lucien de Louis Malle (França) - Macskajáték de Károlu Makk (Hongria) - Potop de Jerzy Hoffmann (Polònia) | |
| Millor banda sonora (dramàtica) | Millor banda sonora - Cançons o adaptació |
| - Nino Rota i Carmine Coppola per El Padrí II - Richard Rodney Bennett per Assassinat a l'Orient Express - Jerry Goldsmith per Chinatown - John Williams per El colós en flames - Alex North per Shanks | - Nelson Riddle (adaptació) per El gran Gatsby - Alan Jay Lerner i Frederick Loewe (cançons); Angela Morley i Douglas Gamley (adaptació) per The Little Prince - Paul Williams (cançons); Paul Williams i George Aliceson Tipton (adaptació) per Phantom of the Paradise |
| Millor cançó original | Millor fotografia |
| - Al Kasha i Joel Hirschhorn per El colós en flames ("We May Never Love Like This Again") - Euel Box (música); Betty Box (lletra) per Benji ("Benji's Theme (I Feel Love)") - Elmer Bernstein (música); Don Black (lletra) per Gold ("Wherever Love Takes Me") - Frederick Loewe (música); Alan Jay Lerner (lletra) per The Little Prince ("Little Prince") - John Morris (música); Mel Brooks (lletra) per Selles de muntar calentes ("Blazing Saddles") | - Joseph F. Biroc i Fred J. Koenekamp per El colós en flames - Geoffrey Unsworth per Assassinat a l'Orient Express - John A. Alonzo per Chinatown - Bruce Surtees per Lenny - Philip Lathrop per Terratrèmol |
| Millor direcció artística | Millor vestuari |
| - Dean Tavoularis, Angelo P. Graham i George R. Nelson per El Padrí II - Richard Sylbert, W. Stewart Campbell, Ruby R. Levitt per Chinatown - William J. Creber, Ward Preston i Raphael Bretton per El colós en flames - Peter Ellenshaw, John B. Mansbridge, Walter H. Tyler, Al Roelofs i Hal Gausman per The Island at the Top of the World - Alexander Golitzen, E. Preston Ames i Frank R. McKelvy per Terratrèmol                                   | - Theoni V. Aldredge per El gran Gatsby - Tony Walton per Assassinat a l'Orient Express - Anthea Sylbert per Chinatown - John Furniss per Daisy Miller - Theadora Van Runkle per El Padrí II |
| Millor muntatge | Millor so |
| - Harold F. Kress i Carl Kress per El colós en flames - Sam O'Steen per Chinatown - John C. Howard i Danford B. Greene per Selles de muntar calentes - Dorothy Spencer per Terratrèmol - Michael Luciano per The Longest Yard | - Ronald Pierce i Melvin Metcalfe, Sr. per Terratrèmol - Charles Grenzbach i Larry Jost per Chinatown - Theodore Soderberg i Herman Lewis per El colós en flames - Walter Murch i Art Rochester per La conversa - Richard Portman i Gene Cantamessa per El jove Frankenstein |
| Millor documental | Millor curtmetratge documental |
| - Hearts and Minds de Peter Davis i Bert Schneider - Antonia: A Portrait of the Woman de Judy Collins i Jill Godmilow - The Challenge... A Tribute to Modern Art de Herbert Kline - Ha-Makah Hashmonim V'Echad de Jacques Ehrlich, David Bergman i Haim Gouri - The Wild and the Brave de Natalie R. Jones i Eugene S. Jones | - Don't de Robin Lehman - City Out of Wilderness de Francis Thompson - Exploratorium de Jon Boorstin - John Muir's High Sierra de Dewitt Jones i Lesley Foster - Naked Yoga de Ronald S. Kass i Mervyn Lloyd |
| Millor curtmetratge | Millor curtmetratge d'animació |
| - One-Eyed Men Are Kings de Paul Claudon i Edmond Sechan - Climb de Dewitt Jones - The Concert de Julian Chagrin i Claude Chagrin - Planet Ocean de George V. Casey - The Violin d'Andrew Welsh i George Pastic | - Closed Mondays de Will Vinton i Bob Gardiner - The Family That Dwelt Apart d'von Mallette i Robert Verrall - Hunger de Peter Foldes i René Jodoin - Voyage to Next de John Hubley i Faith Hubley - Winnie the Pooh and Tigger Too! de Wolfgang Reitherman |

## Oscar Especial
- Frank Brendel, Glen Robinson i Albert Whitlock per Terratrèmol (pels seus efectes visuals)

## Premis Honorífics

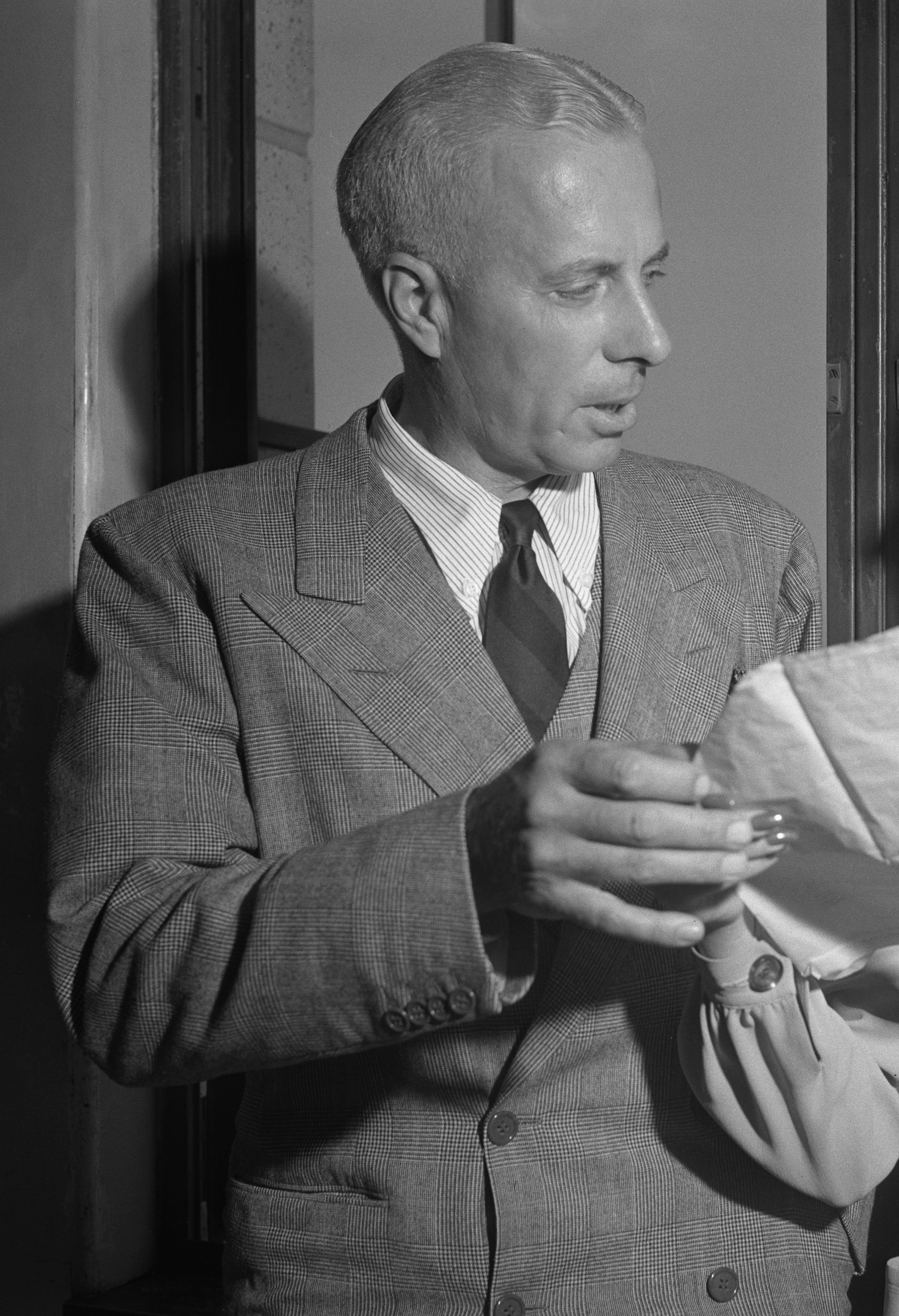
Howrad Hawks vers al 1943.

- Howard Hawks - un mestre americà del cinema, els esforços creatius del qual tenen un lloc distingit en el cinema mundial. [estatueta]
- Jean Renoir[5]  - un geni que, amb gràcia, responsabilitat i dedicació envejable a través del cinema mut, cinema sonor, televisió i documentals, s'ha guanyat l'admiració del món. [estatueta]

## Premi Humanitari Jean Hersholt
- Arthur B. Krim

## Presentadors
| Nom                              |                                                          |
| -------------------------------- | -------------------------------------------------------- |
| Hank Simms                       | Anunciador dels premis                                   |
| Walter Mirisch (president AMPAS) | Obertura i benvinguda                                    |
| Ryan O'Neal Tatum O'Neal         | Explicació de les normes de vot i millor actor secundari |
| Roddy McDowall Brenda Vaccaro    | Millors curtmetratges                                    |
| Lauren Hutton Danny Thomas       | Millors documentals                                      |
| Ingrid Bergman                   | Premi Honorífic a Jean Renoir                            |
| Bob Hope                         | Premi Especial als millors efectes visuals               |
| Gene Kelly                       | Millor cançó                                             |
| Joseph Bottoms Deborah Raffin    | Millor so                                                |
| John Wayne                       | Premi Honorífic a Howard Hawks                           |
| Diahann Carroll Johnny Green     | Millor música original i millor adaptació                |
| Lauren Bacall                    | Millor vestuari                                          |
| Peter Falk Katharine Ross        | Millor actriu secundària                                 |
| Susan Blakely O. J. Simpson      | Millor direcció artística                                |
| Jon Voight Raquel Welch          | Millor fotografia                                        |
| Macdonald Carey Jennifer O'Neill | Millor muntatge                                          |
| Susan George Jack Valenti        | Millor pel·lícula de parla no anglesa                    |
| Frank Sinatra                    | Premi Humanitari Jean Hersholt a Arthur J. Krim          |
| Goldie Hawn Robert Wise          | Millor director                                          |
| James Michener                   | Millor guió original i guió adaptat                      |
| Glenda Jackson                   | Millor actor                                             |
| Jack Lemmon                      | Millor actriu                                            |
| Warren Beatty                    | Millor pel·lícula                                        |

### Actuacions
| Nom                                                      |                              |                                                                                                  |
| -------------------------------------------------------- | ---------------------------- | ------------------------------------------------------------------------------------------------ |
| Johnny Green                                             | Arranjador musical conductor | Orquestra                                                                                        |
| Frankie Laine                                            | interpreta                   | "Blazing Saddles" de Selles de muntar calentes                                                   |
| Jack Jones                                               | interpreta                   | “Little Prince” de The Little Prince                                                             |
| Aretha Franklin                                          | interpreta                   | "Wherever Love Takes Me" de Gold                                                                 |
| Frankie Laine Jack Jones Aretha Franklin                 | interpreten                  | "We May Never Love Like This Again" de El colós en flames "Benji's Theme (I Feel Love)" de Benji |
| Frank Sinatra Shirley MacLaine Sammy Davis, Jr. Bob Hope | interpreten                  | "That's Entertainment !"                                                                         |

## Múltiples nominacions i premis
| Les següents pel·lícules van rebre diverses nominacions: - 11 nominacions: Chinatown i El Padrí II - 8 nominacions: El colós en flames - 6 nominacions: Assassinat a l'Orient Express i Lenny - 4 nominacions: Terratrèmol - 3 nominacions: Alice Doesn't Live Here Anymore, La conversa, La nit americana i Selles de muntar calentes - 2 nominacions: Una dona ofuscada, El gran Gatsby, El jove Frankenstein Harry and Tonto i The Little Prince | Les següents pel·lícules van rebre més d'un premi: - 6 premis: El Padrí II - 3 premis: El colós en flames - 2 premis: El gran Gatsby |